# Geoffrey Coupé
Pour les articles homonymes, voir Coupé.
Geoffrey Coupé, né le 26 janvier 1981 à Frameries, est un ancien coureur cycliste belge, reconverti en tant que manager d'équipe.

## Biographie
Ses principaux résultats en tant que coureur cycliste ont été obtenus en Afrique où il avait notamment terminé 2e de la 3e étape du Grand Prix Chantal Biya, au Cameroun, en 2009. Une épreuve comptant pour le classement de l'UCI Africa Tour.

## Palmarès et résultats

### Palmarès par année
- 1997
  - Ronde de Dottignies
  - 2e du championnat du Hainaut du contre-la-montre débutants
- 1999
  - 2e du championnat du Hainaut du contre-la-montre juniors

### Classements mondiaux
| Année           | 2007 | 2008 | 2009 | 2010 |
| --------------- | ---- | ---- | ---- | ---- |
| UCI Africa Tour | 84e  |      |      | 141e |